# Devyne Rensch
Devyne Fabian Jairo Rensch (ur. 18 stycznia 2003 w Lelystad) – holenderski piłkarz surinamskiego pochodzenia, występujący na pozycji obrońcy we włoskim klubie AS Roma oraz w reprezentacji Holandii.